# آنیتا سیلزبی
آنیتا سیلزبی (انگلیسی: Anita Silsby) یک تکواندوکار آمریکایی است.
او در مسابقات قهرمانی تکواندو جهان ۱۹۸۹ در سئول، با شکست آیزه آلکایا در بازی نیمه نهایی و آنه- میکه بجس در بازی نهایی، یک مدال طلا در دسته سبک‌وزن کسب کرد.